# Livin’ la Vida Loca
«Livin’ la Vida Loca» (рус. «Жить безумной жизнью») — хит № 1 пуэрто-риканского певца Рики Мартина (перед этим он выпустил несколько альбомов на испанском языке). Он был выпущен 23 марта 1999 г. с одноимённым первым англоязычным альбомом. Песню написали Дезмонд Чайлд и Драко Роза, она занимала верхушки чартов в течение 1999 г. Она номинировалась в нескольких категориях на «Грэмми», что помогло Мартину получить невероятный успех в США и по всему миру. В 2007 г. песня попала на двадцать восьмую строку в список «100 Самых Лучших Песен VH1». Эта песня является «визитной карточкой» Рики Мартина.
«Livin' la Vida Loca» — это песня, которая явилась причиной резкой популярности латиноамериканской поп-музыки в 1999 г. и стала проводником для многих испаноязычных артистов (сначала Дженнифер Лопес и Энрике Иглесиас, а затем Шакира и Thalía) для англоязычного рынка. До этого многие нелатиноамериканцы даже не слышали о Рики Мартине, пока на CNN не объявили о выступлении с песней «La Copa de la Vida» на 41-й церемонии «Грэмми», которое помогло латиноамериканской поп-музыке выйти на главные музыкальные сцены США. «Livin' la Vida Loca» был распродан 8 миллионами копий, став самым продаваемым синглом за всё время.
Мартин исполнил его во втором сезоне The Voice Australia с коллегами по судейству: Дельта Гудрем, Джоэл Мэдден и Seal.

## Запись
Песня была первым американским синглом № 1, который не был записан, как тогда было принято, на специальном оборудовании в записывающей студии; вместо этого трек был создан в студии Дезмонда Чайлда «Gentlemen’s Club», где использовалась 64-битная система Pro Tools. Запись также известна своим незаурядным использованием компрессора аудиосигнала для усиления звука.

## Клип
Клип на «Livin 'La Vida Loca» был снят Уэйном Айшемом с моделью Ниной Морич в главной роли в Лос-Анджелесе в 1999 г. Выйдя в эфир позже в том же месяце и получив шесть номинаций на Церемонии MTV VMA 1999 в категории «Лучшее видео года», «Лучшее мужское видео», «Лучшая хореография в видео» и «Выбор зрителей», он выиграл две главные награды в категории «Лучшее поп-видео» и «Лучшее танцевальное видео» и три дополнительные награды в категориях «Международного выбора зрителей». А также получил «Ritmo Latino Music Award» в категории «Музыкальное видео года».
В клипе Мартин поет в кабаре с группой, а между кадрами он тусуется с девушкой (Нина Морич) в различных местах. Различные сцены из видео плавно переходят одна в другую в течение песни. В конце видео Мартин едет с девушкой в машине, она его отвлекает, из-за этого другая машина теряет управление и врезается в пожарный гидрант, тем самым выпуская фонтан воды. Эта сцена совпадает со строчкой в припеве: «Она заставит тебя снять одежду и танцевать под дождем».

## Успех в чарте
«Livin' la Vida Loca» — самый большой хит Рики Мартина. Это его первая песня № 1 в Billboard Hot 100, которая оставалась на первой строке в США пять недель подряд и попала на 10 позицию в годовом чарте 1999 г. Сингл был сертифицирован Платиновым за продажу более одного миллиона копий в одних только в США. Она держалась на верхушке Hot Latin Songs девять недель и в Latin Pop Songs десять. Хотя она и была выпущена задолго до появления цифровой эры, она была распродана 502 тысячами цифровых копий в США и стала самым продаваемым синглом Мартина в интернет-формате. В Canadian RPM Top Singles оставалась на верхушке восемь недель, а в Canadian Singles Chart три недели.
В Великобритании «Livin' la Vida Loca» стартовала первой строкой и держалась три недели. Она была распродана 832 тысячами копий и засертифицирована Платиновой. Песня также достигла первой позиции в Ирландии и Новой Зеландии. «Livin' la Vida Loca» достигла топ-10 по всему миру и была сертифицирована Платиновой, Золотой и Серебряной в различных странах.

## Награды
«Livin' la Vida Loca» была номинирована на церемонии 42-й церемонии «Грэмми» в категории «Запись года», «Песня года», «Лучшее мужское поп-вокальное исполнение» и «Лучшая инструментальная аранжировка, сопровождающая вокалиста». Испанская версия песни была номинирована в категории «Запись года» на церемонии Latin Grammy Awards of 2000.
Помимо всех номинаций на различные награды, «Livin' la Vida Loca» выиграл Ло Нуэстро в категории «Поп-песня года», Billboard Music Award в категории «Горячая сотка артистов», BMI Music Award в категории «Песня года» и International Dance Music Award за «Лучший латиноамериканский танцевальный трек».

## Форматы и трек-листы
Australian CD maxi-single #1
1. «Livin' la Vida Loca» (Album Version) — 4:03
2. «Livin' la Vida Loca» (Scissorhands Push & Pull English House Mix) — 7:09
3. «Livin' la Vida Loca» (Trackmasters Remix) — 3:46
4. «Livin' la Vida Loca» (Pablo Flores English Radio Edit) — 4:07
5. «Livin' la Vida Loca» (Pablo Flores Spanish Dub-apella) — 7:51

Australian CD maxi-single #2
1. «Livin' la Vida Loca» (Album Version)
2. «Livin' la Vida Loca» (Spanish Version)
3. «Livin' la Vida Loca» (Spanglish Version)

European CD single
1. «Livin' la Vida Loca» (Pablo Flores English Radio Edit) — 4:07
2. «Livin' la Vida Loca» (Scissorhands English Radio Mix) — 3:43

European CD maxi-single
1. «Livin' la Vida Loca» (Pablo Flores English Radio Edit) — 4:07
2. «Livin' la Vida Loca» (Pablo Flores English Club Mix) — 10:04
3. «Livin' la Vida Loca» (Scissorhands English Radio Mix) — 3:43
4. «Livin' la Vida Loca» (Pablo Flores Spanish Radio Edit) — 4:08

Japanese CD maxi-single
1. «Livin' la Vida Loca» (Album Version) — 4:03
2. «Livin' la Vida Loca» (Scissorhands Push & Pull English House Mix) — 7:09
3. «Livin' la Vida Loca» (Track Masters Remix) — 3:46
4. «Livin' la Vida Loca» (Pablo Flores English Club Mix) — 10:04
5. «Livin' la Vida Loca» (Pablo Flores English Radio Edit) — 4:07

UK CD maxi-single #1
1. «Livin' la Vida Loca» (Album Version) — 4:03
2. «La Copa de la Vida» (Spanglish Version — Radio Version) — 4:35
3. «Livin' la Vida Loca» (Joey Musaphia’s Deep Vocal Edit) — 6:45

UK CD maxi-single #2
1. «Livin' la Vida Loca» (Album Version) — 4:03
2. «Livin' la Vida Loca» (Amen Eurostamp Mix) — 7:18
3. «Livin' la Vida Loca» (Joey Musaphia’s Carnival Mix) — 8:48

US CD single
1. «Livin' la Vida Loca» (Album Version) — 4:03
2. «Livin' la Vida Loca» (Spanish Version) — 4:03

US CD maxi-single
1. «Livin' la Vida Loca» (Album Version) — 4:03
2. «Livin' la Vida Loca» (Scissorhands Push & Pull English House Mix) — 7:09
3. «Livin' la Vida Loca» (Trackmasters Remix) — 3:46
4. «Livin' la Vida Loca» (Pablo Flores English Radio Edit) — 4:07
5. «Livin' la Vida Loca» (Pablo Flores Spanish Dub-apella) — 7:51
6. «Livin' la Vida Loca» (Toys) — 2:37
7. «Livin' la Vida Loca» (From the two 20th Century Frog & 20th Century Fox) — 3:52

## Чарты и сертификации
| Chart (1999)                                 | Peak position     |
| -------------------------------------------- | ----------------- |
| Australia (ARIA)                             | 1                 |
| Austria (Ö3 Austria Top 40)                  | 7                 |
| Belgium (Ultratop 50 Flanders)               | 6                 |
| Belgium (Ultratop 50 Wallonia)               | 6                 |
| Canada (RPM)                                 | 1                 |
| Canada Adult Contemporary (RPM)              | 1                 |
| Canada Dance (RPM)                           | 1                 |
| Europe (Eurochart Hot 100)                   | 4                 |
| Finland (Suomen virallinen lista)            | 1                 |
| France (SNEP)                                | 7                 |
| Germany (Media Control Charts)               | 6                 |
| Ireland (IRMA)                               | 1                 |
| Italy (FIMI)                                 | 5                 |
| Japan (Oricon)                               | 5                 |
| Netherlands (Dutch Top 40)                   | 9                 |
| New Zealand (RIANZ)                          | 1                 |
| Norway (VG-lista)                            | 1                 |
| Испания (PROMUSICAE)                         | 2                 |
| Sweden (Sverigetopplistan)                   | 4                 |
| Switzerland (Schweizer Hitparade)            | 1                 |
| United Kingdom (The Official Charts Company) | 1                 |
| US Billboard Hot 100                         | 1                 |
| US Billboard Adult Contemporary              | 1                 |
| US Billboard Adult Pop Songs                 | 1                 |
| US Billboard Hot Dance Club Songs            | 5                 |
| US Billboard Hot Latin Songs                 | 1                 |
| US Billboard Latin Pop Songs                 | 1                 |
| US Billboard Tropical Songs                  | 1                 |
| US Billboard Pop Songs                       | 1                 |
| US Billboard Rhythmic Top 40                 | 1                 |
| Чарт (2008)                                  | Наивысшая позиция |
| Italy (FIMI)                                 | 1                 |

| Чарт (1999)                          | Позиция |
| ------------------------------------ | ------- |
| Australian Singles Chart             | 21      |
| Belgian Flandres Singles Chart       | 35      |
| Belgian Wallonia Singles Chart       | 40      |
| Canadian RPM Top Singles             | 1       |
| Canadian RPM Adult Contemporary      | 14      |
| Dutch Single Top 100                 | 52      |
| French Singles Chart                 | 34      |
| Swedish Singles Chart                | 12      |
| Swiss Singles Chart                  | 18      |
| UK Singles Chart                     | 6       |
| US Billboard Hot 100                 | 10      |
| US Billboard Adult Pop Songs         | 14      |
| US Billboard Hot Dance Singles Sales | 2       |
| US Billboard Hot Latin Songs         | 5       |
| US Billboard Latin Pop Songs         | 2       |
| US Billboard Pop Songs               | 3       |
| US Billboard Tropical Songs          | 8       |

| Страна         | Сертификация   |
| -------------- | -------------- |
| Австралия      | 2 раза Платина |
| Бельгия        | Золото         |
| Франция        | Серебро        |
| Германия       | Золото         |
| Новая Зеландия | Золото         |
| Норвегия       | Золото         |
| Швеция         | Золото         |
| Великобритания | Платина        |
| США            | Платина        |

## Кавер-версии
- На альбоме 1999 года La Vida Mickey с испанскими песнями, спетыми голосами персонажей из Disney.
- Музыкальный кантри-пародист Кледус Т. Джадд записал кавер под названием «Livin' Like John Travolta» для альбома 1999 года Juddmental.
- Toy Dolls, панк-рок группа, исполнила свою версию песни на альбоме 2000 года Anniversary Anthems.
- Ten Masked Men, британская дэт-метал группа, спела кавер на песню для альбома 2000 года Return of the Ten Masked Men.
- В ноябре 2000 г. ApologetiX (Христианская пародийная группа) выпустила Spoofernatural, включающий пародию на песню, озаглавленную «Livin' What Jesus Spoke of».
- Ускоренный кавер ремикс CJ Crew при участии Giorgio для Dancemania в 2000 г., сборник Speed 4 позже был включен в Dancemania Speed Best 2001.
- El Vez спел кавер-версию для своего альбома 2001 года Boxing with God.
- WPLJ сделал пародию на песню в 2001 под названием «Livin' la Vida Choka».
- Российский металлический кавер-коллектив «Бони НЕМ» сделал свою версию для альбома «Ни „Бэ“, ни „Мэ“ или „В мире животных“» 2001 года.
- Dave Ryan in the Morning с радиостанции KDWB в Сан-Поле (Миннесота) спел кавер-версию под названием «Livin' in Minnesota».
- Кавер в стиле евробит итальянского певца Дейва Роджерса, «Livin' La Vida Mickey», был записан для Eurobeat Disney 3.
- В 2002 г. сербская рок-группа Night Shift спела кавер-версию для своего дебютного альбома Undercovers.
- Версия песни, исполненная Эдди Мерфи и Антонио Бандерасом, прозвучала в конце мультфильма 2004 года «Шрек 2».
- Версия песни, исполненная группой Blue Day, появилась на её альбоме 2004 года Shaka Rock.
- Детская версия «Drinkin' a Coca Cola» была записана для сети ресторанов Chuck E. Cheese.
- Джимми Фэллон спародировал песню под названием «Livin' la Vida Yoda», ссылаясь на персонаж Йоды из «Звёздных войн» в том же эпизоде шоу Saturday Night Live, в котором по чистой случайности Мартин появился в качестве музыкального гостя.
- Shlock Rock, группа, которая пародирует поп-музыку в еврейском стиле, написала «Learning to Dance the Hora».
- Knockout Theory, панк-рок группа из Нью-Джерси, часто исполняет песню на живых выступлениях.
- В Nashville Star участник Гейб спел кантри-версию в 2008 г.
- Английская металкор группа Bury Tomorrow выложила свой кавер на Myspace 9 сентября 2010 г.
- Христианский комедиант Марк Лоури спародировал эту песню под названием «Livin' For Deep-fried [Okra]».
- Draumurinn сделал кавер-версию в Исландии в январе 2011 г. под названием «Farið er allt til fjandans».
- Победители Superstar K3 Busker Busker спели кавер в уникальном стиле в 9 раунде.
- Финская мелодик-дет-метал команда Mors Principium Est в 2017 году записала кавер на песню в качестве бонуса для японского издания своего альбома Embers Of A Dying World.
- Корейский певец Шин Хесон (Shin Hyesung) исполнил кавер-версию на своем концерте.
- В 2017 году украинский клубный проект «#СиСиКе4» (#SiSiKe4) записал свою версию песни под названием «Ricky Martin — Livin' la Vida Loca (#SiSiKe4 Remix)», адаптированную под клубные танцполы.